# Figlie del Sacro Cuore di Gesù (León)
Le Figlie del Sacro Cuore di Gesù (in spagnolo Hijas del Sagrado Corazón de Jesús de León; sigla I.F.C.J.) sono un istituto religioso femminile di diritto pontificio.

## Storia
La congregazione fu fondata nel 1919 a León dal sacerdote Eugenio Oláez Anda con l'aiuto di Luisa de San José Marmolejo Rodarte, già suora dell'istituto delle Figlie minime di Maria Immacolata, di cui Oláez Anda era direttore.
Il vescovo di León eresse l'istituto in congregazione di diritto diocesano il 15 giugno 1920; l'istituto ottenne una prima approvazione dalla Santa Sede il 1º dicembre 1947 e ricevette il pontificio decreto di lode nel 1971.

## Attività e diffusione
Le suore si dedicano alla conversione e alla rieducazione delle giovani traviate e alla preservazione delle pericolanti.
Oltre che in Messico, sono presenti in Honduras; la sede generalizia è a León.
Alla fine del 2015 l'istituto contava 149 religiose in 26 case.